# Nomosphecia brevicauda
Nomosphecia brevicauda là một loài tò vò trong họ Ichneumonidae.